# أليساندرو فيانا دا سيلفا
أليساندرو فيانا دا سيلفا (بالبرتغالية: Alessandro Viana da Silva‏) هو لاعب كرة قدم برازيلي في مركز ظهير ‏، ولد في 10 أغسطس 1982 في ريسيفي في البرازيل. لعب مع أتلتيكو باراناينسي ونادي إنترناسيونال ونادي بونتي بريتا ونادي غواراني ونادي فيتوريا ونادي ملبورن فيكتوري ونادي نيفتشي باكو.